# Andrew W. Lewis
Pour les articles homonymes, voir Andrew Lewis et Lewis.
Andrew W. Lewis (1943-2017) est un historien américain, spécialiste de l'histoire du Moyen Âge, qui s'est surtout fait connaître par la publication de son ouvrage Le Sang royal : La famille capétienne et l'Etat.

## Biographie
Né à Savannah, dans l'État américain de Géorgie, le 5 septembre 1943, Andrew Wells Lewis commence ses études universitaires au Dartmouth College, où il obtient un baccalauréat universitaire ès lettres (B. A.) en 1966. Il fait ensuite le choix de s'orienter vers l'histoire, complétant sa maîtrise dans cette discipline à l'université de Chicago en 1967, puis son doctorat (PhD) en histoire, avec spécialisation dans la France du Moyen Âge, à Harvard en 1973,.
Andrew Lewis devient ensuite professeur d'histoire à la Missouri State University, enseignant durant plus de trois décennies l'histoire du Moyen Âge et de la Renaissance, celle de la Rome antique ainsi que l'histoire mondiale,.
La publication en 1981 d'une version remaniée de sa thèse de doctorat, Royal Succession in Capetian France: Studies on Familial Order and the State,, attire sur lui l'attention des historiens et des milieux académiques, lui méritant le prix MacArthur (1984-1989) et le John Nicholas Brown Prize (1985) de la Medieval Academy of America. Une traduction française paraît en 1986, à l'initiative de Georges Duby, sous le titre Le Sang royal : La famille capétienne et l'État, France, Xe – XIVe siècles. L'ouvrage a fait l'objet en juin 2008 d'une session spéciale lors du congrès de la Société internationale des médiévistes de Paris, avec des interventions des historiens Dominique Barthélemy, Xavier Hélary et Julien Théry.
Tout au long de sa carrière, le professeur Lewis a publié de nombreux articles portant sur la famille capétienne et ses possessions, dans des revues scientifiques comme The American Historical Review, English Historical Review, Traditio, Mediaeval Studies et la Bibliothèque de l'École des chartes.
Andrew Lewis est mort le 24 octobre 2017, à l'âge de 74 ans, dans sa ville de résidence de Springfield, au Missouri.

### Comptes rendus critiques deRoyal Succession in Capetian France / Le Sang royal
- (en) Thomas N. Bisson, compte-rendu de Royal Succession in Capetian France], Speculum, vol. 58, no 3, juillet 1983, p. 776-778 JSTOR:2848989
- Alain Demurger, compte-rendu de Le Sang royal, Annales. Économies, Sociétés, Civilisations. vol. 44, no 2, 1989, p. 401-403.
- Alain Derville. compte-rendu de Le Sang royal, Revue du Nord, vol. 70, no 278, juillet-septembre 1988, p. 636-638.